# Domien Sleeckx
Pour les articles homonymes, voir Sleeckx.
Domien Sleeckx, né Jan Lambrecht Dominicus Sleeckx à Anvers le 2 février 1818 et mort à Liège le 13 octobre 1901, est un linguiste, journaliste et écrivain belge d’expression néerlandaise, auteur de contes, de romans, d’essais, de drames et de comédies.
Sleeckx est considéré comme le premier représentant de la littérature réaliste en Flandre. En 1844, il a cofondé Vlaemsch België, le premier quotidien flamand depuis la révolution belge et aussi le premier quotidien de langue néerlandaise de Bruxelles. En collaboration avec Jaak van de Velde (1817-1893), il a écrit un dictionnaire français-flamand basé sur l’orthographe de Jan Des Roches.

## Biographie
Domien Sleeckx naquit en 1818 dans le quartier anversois de Sint-Andries, premier des sept enfants d’Albert Jan Sleeckx et Maria Carolina Van den Bosch. Son père, fondeur de cuivre dans une fabrique d’ornements d’église, lui apprit à lire. Quant à sa mère, elle lui transmit son intérêt pour les contes et chants populaires anversois et flamands.
Ayant effectué une première année dans l’enseignement privé, Sleeckx entra à sept ans à l’école communale. Il suivit aussi pendant un certain temps des leçons de dessin à l’académie. Après une courte interruption due à la révolution belge, Domien termina premier de sa sixième année primaire. En 1832, alors âgé de quatorze ans, Sleeckx entra à l’athénée.
Sleeckx fut d’abord clerc de notaire, puis instituteur à Anvers. À l’invitation de Jan de Laet, il partit en décembre 1843 à Bruxelles pour y travailler en tant que journaliste-fondateur du premier journal de langue néerlandaise de Bruxelles, Vlaemsch België. Le quotidien se trouva très rapidement sans moyens financiers et Sleeckx fonda en novembre 1844 un successeur, De Vlaemsche Belgen. Ce journal cessa aussi de paraître pour des raisons financières en juin 1845.
Sleeckx travailla ensuite comme traducteur et correcteur au Moniteur belge. C’est alors que lui vint l’idée d’écrire un dictionnaire de traduction français-flamand.
En 1853, il revint à Anvers où il travailla pour De Schelde, le Lloyd anversois et Le Précurseur. En 1861, il succéda à Jan van Beers, le linguiste libéral et flamingant, au poste de professeur à l’école normale de l’État à Lierre. Il fut ensuite nommé chef inspecteur de l’enseignement primaire en 1879.
Sleeckx déménagea ensuite à Schaerbeek où, après sa retraite en 1885, il s’engagea dans la politique : il y fut élu conseiller communal en 1888.
Sleeckx mourut en 1901 à Liège, où il résidait depuis 1891.

## L’écrivain
Encouragé par son ami Pieter Frans van Kerckhoven, Sleeckx commença à écrire, d’abord en français, mais sa première nouvelle flamande, Pieter Block, parut en plusieurs livraisons dès le mois d’août 1839 dans l’Antwerpenaer. Il écrivit ensuite quelques contes populaires romantiques dans la tradition sentimentalo-idéaliste de Hendrik Conscience.
Assez rapidement, il développa toutefois un style personnel et devint l’un des premiers représentants du réalisme dans la littérature flamande. En 1862, il mit par écrit ses idées sur la question dans Over het realismus in de letterkunde (« Du réalisme en littérature »).
Sleeckx fut en outre cofondateur de la revue littéraire De Vlaemsche Stem (« La Voix flamande ») qui n’a connu que cinq années de parution entre 1846 et 1853.

## Mouvement flamand
Comme d’autres écrivains de sa génération, Sleeckx — qui avait suivi un enseignement en français — choisit d’écrire en flamand. En écrivant dans la langue du peuple, il avait pour but de l’éduquer.
En 1844, Sleeckx provoqua un incident linguistique à Bruxelles après avoir voulu, le 2 juillet, déclarer la naissance de son fils en néerlandais. L’échevin de l’état civil refusa, même après que Sleeckx le lui eut intimé par voie d'huissier. Un procès s’ensuivit devant le tribunal de première instance : le jugement donna tort à Sleeckx et il fut condamné aux dépens. Ce jugement du 27 juillet 1844 provoqua beaucoup d’agitation et ceci contribua ensuite à l’élaboration des premiers projets de loi concernant l’usage du néerlandais en matières judiciaire et administrative.
Sleeckx était partisan de deux orthographes propres au flamand et au hollandais et se détourna de la tendance à l’unification telle qu’elle était défendue dans les congrès par d’autres linguistes flamands et néerlandais. Sleeckx considérait l’orthographe De Vries et Te Winkel, officiellement adoptée en Belgique en 1864, comme une atteinte à la nationalité flamande. Par conséquent, dans la troisième édition de son dictionnaire en 1865, Sleeckx maintint son orthographe initiale. Ce n’est que dans les éditions ultérieures, lorsque d’autres auteurs y collaborèrent, que le dictionnaire passa à la nouvelle orthographe.

## Hommage
Schaerbeek, où il a été conseiller communal libéral de 1888 à 1895, a donné son nom à une avenue.

## Œuvres

### Œuvres littéraires
- 1841 – Dramata (théâtre)
- 1843 – Kronijken der Straten van Antwerpen (contes populaires)
- 1848 – Volksverhalen (contes populaires)
- 1851 – In alle standen: verhalen, karakters en zedeschetsen
- 1855 – Arabella Knox (fables)
- 1861 – In 't schipperskwartier: tafereelen uit het Vlaamsche volksleven
- 1862 – Grétry: drama in vier tijdvakken (théâtre)
- 1863 – Op ’t Eksterlaar, Herinneringen van afgestorven en van nog levende vrienden (recueil de nouvelles)
- 1864 – Dirk Meijer (roman)
- 1867 – Gebroeders Tybaerts & Co (roman)
- 1868 – De Plannen van Peerjan (contes villageois)
- 1870 – Kunst en Liefde (roman)
- 1872 – Hildegonde (roman historique)
- 1889 – De Patriottentijd
- 1889 – De Jacobijnen in België
- 1895 – Vesalius in Spanje (roman historique)

### Ouvrages linguistiques et essais
- 1848-1851 – Dictionnaire complet français-flamand – Volledig Nederduitsch-Fransch woordenboek (deux tomes)
- 1862 – Over het realismus in de letterkunde
- 1866 – Stijl en Letterkunde
- 1867 – Voorbeelden van Stijl en Letterkunde
- 1887 – Nederlandsche Spraakleer
- 1890 – Oefeningen op de Nederlandsche Spraakleer (deux tomes)
- 1888 – Gronden der Nederlandsche Spraakleer

## Source
- (nl) Cet article est partiellement ou en totalité issu de l’article de Wikipédia en néerlandais intitulé « Domien Sleecks » (voir la liste des auteurs).